# Johann Bernhard Wilhelm Lindenberg
Johann Bernhard Wilhelm Lindenberg ( 18 de septiembre de 1781- 6 de junio de 1851) fue un briólogo algólogo alemán, que fue procurador legal en Bergedorf (hoy un barrio de Hamburgo).
Era aborigen de Lübeck, y estudió leyes en las Universidades de Jena y en la de Göttingen. Lindenberg se especializó en estudios de Marchantiophyta, y con Christian G.D. Nees von Esenbeck (1776-1858) y con Carl M. Gottsche (1808-1892) fueron autores del importante tratado de las hepáticas titulado Synopsis Hepaticarum (1844-47).

## Honores
El género Lindenbergia Lehm. ex Link & Otto 1831 de la familia Orobanchaceae fue nombrado en su honor.
- La abreviatura «Lindenb.» se emplea para indicar a Johann Bernhard Wilhelm Lindenberg como autoridad en la descripción y clasificación científica de los vegetales.[1]